# Айрапетян, Тигран Артюшаевич
Тигран Артюшаевич Айрапетян («Артур Ови») (арм. Տիգրան  Հայրապետյան; 18 марта 1964, Ереван — 9 марта 1999, там же) — армянский политолог и журналист.
Окончил арабское отделение факультета востоковедения Ереванского государственного университета.
Тунисский институт живых языков имени Хабиба Бургиба.
Один из студенческих лидеров карабахского движения.
Руководил работой основанного им центра политических и международных исследований в Ереване.
С 1991 — его публицистические статьи и аналитические материалы регулярно печатались в периодических изданиях Армении и Европы.
9 марта 1999 — погиб в результате дорожного происшествия.
25 мая 1999 — Суд первой инстанции ереванской общины Канакер-Зейтун рассмотрел уголовное дело по обвинению Андраника Машакаряна, который на своём автомобиле совершил наезд на политолога и журналиста Тиграна Айрапетяна, скончавшегося затем в больнице от полученных травм. Суд, рассмотрев дело и ознакомившись с доводами защиты, приговорил А. Машакаряна к 4 годам лишения свободы с отбыванием срока в колонии общего режима.